# Доброслав II
Доброслав II (серб. Доброслав II, умер в 1134 году) — король Дукли в 1099—1102[страница не указана 1216 дней] годах. Согласно летописи попа Дуклянина, Доброслав II был избран народом после смерти Константина Бодина, чтобы стать царём. Однако его правление было недолгим.

## Биография

### Происхождение
Родился в середине XI века. Сын Михайло Воиславлевича и его второй жены, гречанки. Доброславу было около 25 лет, когда умер его отец.

### Правление и борьба за власть
Доброслав был свергнут князем Кочапаром. Тем временем армия Рашки во главе с Кочапаром и Вуканом захватила Дуклю, Доброслав II потерпел поражение в битве при Мораче и помещён в тюрьму. Тем не менее, Кочапар не смог сохранить свои позиции в Дукле и сбежал в Захумье, где вскоре скончался. Владимир, племянник Доброслава II, занимает трон после смерти Кочапара. Доброслав был освобождён из тюрьмы в Рашке и вернулся в Дуклю. Однако по возвращении король Владимир закрывает Доброслава II в тюрьме в Шкодере, где он был ослеплён и кастрирован по приказу вдовы Константина Бодина, королевы Яквинты[страница не указана 1216 дней][страница не указана 1216 дней].

### Смерть
Последние годы он провёл в монастыре святых Сергия и Ваха на реке Буна. Умер в 1134 году. Похоронен там же.